# 아카데미코 드 비제우 FC
아카데미코 드 비제우 FC(Académico de Viseu Futebol Clube)는 포르투갈의 비제우에 연고를 둔 포르투갈의  축구단이다. 1914년 Clube Académico de Futebol 이란 이름으로 설립된 후 수년에 걸쳐 몇 가지 변화를 겪었으며, 재정 문제로 인해 2005년에 접고 현재의 이름으로 재창단되었다. 또한 약 9,000명을 수용할 수 있는 '에스타디우 두 폰텔루라'라는 홈구장을 지니고 있으며, 리가 포르투갈 2에 현재 소속되어 있다.

## 선수 명단

### 현역
참고: FIFA 자격 규정에 따라 소속된 국가대표팀 국기를 표시합니다. 선수는 복수의 FIFA 비회원국 국적을 가지고 있을 수 있습니다.
| 번호 | 포지션 | 국적       | 이름              |
| ---- | ------ | ---------- | ----------------- |
| 7    | FW     |            | 유리 아라우조     |
| 8    | MF     | 말리       | 삼바 코네         |
| 10   | FW     | 기니비사우 | 파마나 퀴제라     |
| 11   | FW     |            | 고티에 오트       |
| 12   | GK     |            | 페데리코 고메즈   |
| 14   | MF     |            | 수피안 메세구엠   |
| 16   | MF     | 기니비사우 | 소리 마네         |
| 18   | MF     | 튀르키예   | 지한 카흐라만     |
| 23   | MF     | 말리       | 이수피 마이가     |
| 26   | FW     |            | 다니엘 누스바우머 |
| 33   | FW     |            | 안드레 클로비스   |

| 번호 | 포지션 | 국적       | 이름                            |
| ---- | ------ | ---------- | ------------------------------- |
| 66   | DF     |            | 이고르 밀리오란사               |
| 75   | GK     | 슬로베니아 | 도멘 그릴                       |
| 88   | MF     |            | 마르코 안토니오 마르술로 주니어 |

## 역대 감독
| 감독              | 임기        |
| ----------------- | ----------- |
| 페르난두 카브리타 | 1981 ~ 1982 |
| 페르난두 카브리타 | 1988 ~ 1989 |